# シャス

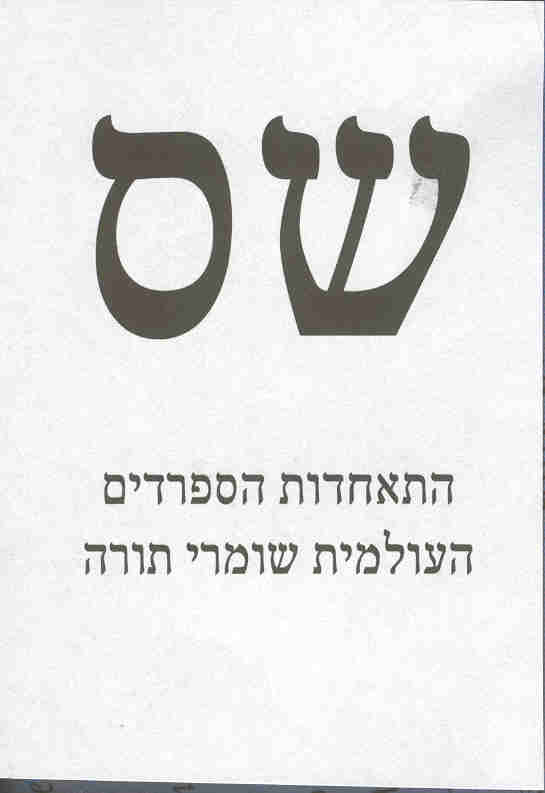
シャス

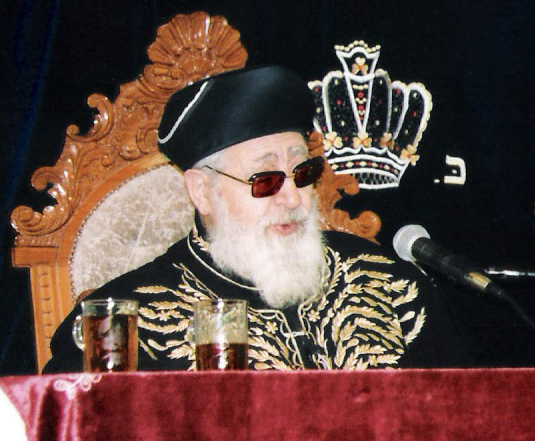
オワディヤ・ヨセフ師

シャス（Shas、ヘブライ語：ש״ס）、正式名称・「トーラーを遵奉するスファラディー同盟」（Shisha Sedarim）は、イスラエルの政党。超正統派を代表する宗教政党で現在は与党。1984年に創設され、同年の総選挙で初めて議席を得る。党首はアリエ・デライ。党の精神的指導者はオワディヤ・ヨセフ師（2013年10月7日死去）。エルサレムに本部を置く。

## 政策・歩み
1984年創設。宗教政党で、イデオロギー的には中道右派で聖地エルサレムの分割、西岸からのユダヤ人入植地の凍結・解体には断固反対の立場をとるものの、対アラブ・パレスチナ政策についてはそれほど強硬ではない。ただ、後述するヨセフ師と、息子のラビ・ヤアコヴ・ヨセフの発言の通り、アラブ・パレスチナに寛容的という訳でもない。宗教色の色濃い中東系ユダヤ人・スファラディー、ミズラヒムを支持基盤とする。同層に多い低所得・貧困層のために、無料給食、補講等を盛り込んだ学校「エル・ハ＝マーヤン」を開校しており、神学生の兵役免除（イスラエル国民の男性には成人後3年、女性には1年9か月の兵役が義務付けられている）などを実現させてきた。
選挙・政局では連戦連勝続きで、84年の総選挙では4議席を獲得し国会入り。88年には6議席を獲得し第3勢力へと台頭、99年には17議席と大躍進を遂げる。政局においても、ベンヤミン・ネタニヤフ、エフード・バラック両政権は、シャスが政権を離脱したことにより崩壊した。2000年に行われた同国の大統領選では、ノーベル平和賞受賞者であるシモン・ペレスの前に劣勢を強いられていたモーシェ・カッツァーブの逆転勝利に貢献する。だが、2001年に入るとその影響力にもかげりが見られるようになる。同年3月に発足したアリエル・シャロン政権下では、当初は神学生の兵役免除を政権発足時に上程・成立させるなど関係は良好だったが、翌・2002年のヨルダン川西岸への大規模軍事作戦・「防御の盾作戦」後、安全保障を重視するシャロンと社会保障を重視するシャスとの間で激しい対立が勃発。シャスの態度に業を煮やしたシャロンはシャスの閣僚4人を更迭、強い態度に出たところ、結局シャス側が全面屈服する形で政権に復帰。シャスはこれにより政治的威信が失墜、反対にシャロンは求心力を高め、再選への足がかりをつかむことのなる。シャロン政権の2期目では関係悪化を反映し下野。2003年には宗教省がシャロンの手で廃止される（2008年、オルメルト政権下で復活）。2009年2月の総選挙では、11議席を獲得し、ネタニヤフ政権と政策合意を交わした。
他の政党と協力し、ほとんどの政権で与党になっている。2022年12月29日に成立した第6次ネタニヤフ内閣（第37代内閣）でも、与党として入閣している。

## ヨセフ師の反パレスチナ発言
2010年8月、シャスの精神的指導者であるヨセフ師は「マフムード・アッバースとパレスチナ人たちはこの世界から消え去るべきだ」と言う趣旨の発言をした。

## ヨセフ師の息子の逮捕
ヨセフ師の息子であるラビ・ヤアコヴ・ヨセフは、著書『Torat Hamelech』の中で、ユダヤ教における宗教的に重要な地域での非ユダヤ人の殺害を正当化する記述をしたため、2011年7月3日、人種差別と暴力扇動の容疑で警察に逮捕された。ちなみに、共著者であるラビ・イツハク・シャピラは過去にヨルダン川西岸地区内のモスクに放火し、モスク内のクルアーンを焼却し、ヘブライ語で「お前らを焼き尽くす」「代償だ」などと壁に書いて逮捕されたことがある過激な人物である。また、同じく共著者のラビ・ドヴ・リオールも、この本が原因で人種差別の容疑で逮捕されている人物であるが、カハネ主義者のクネセト議員ミハエル・ベン＝アリはリオールの逮捕を非難している。

## 選挙結果
| 選挙     | 党首                | 得票数  | %     | 議席数   | +/–      | 地位             |
| -------- | ------------------- | ------- | ----- | -------- | -------- | ---------------- |
| 1984     | Yitzhak Haim Peretz | 63,605  | 3.07  | 4 / 120  |          | 与党             |
| 1988     | Yitzhak Haim Peretz | 107,709 | 4.72  | 6 / 120  | 2        | 与党             |
| 1992     | en:Aryeh_Deri       | 129,347 | 4.94  | 6 / 120  | 増減なし | 与党 (1992–1993) |
| 1992     | en:Aryeh_Deri       | 129,347 | 4.94  | 6 / 120  | 増減なし | 野党 (1993–1996) |
| 1996     | en:Aryeh_Deri       | 259,796 | 8.51  | 10 / 120 | 4        | 与党             |
| 1999     | en:Aryeh_Deri       | 430,676 | 13.01 | 17 / 120 | 7        | 与党             |
| 2003     | en:Eli Yishai       | 258,879 | 8.22  | 11 / 120 | 6        | 野党             |
| 2006     | en:Eli Yishai       | 299,054 | 9.53  | 12 / 120 | 1        | 与党             |
| 2009     | en:Eli Yishai       | 286,300 | 8.49  | 11 / 120 | 1        | 与党             |
| 2013     | en:Eli Yishai       | 331,868 | 8.75  | 11 / 120 | 増減なし | 野党             |
| 2015     | en:Aryeh_Deri       | 241,613 | 5.73  | 7 / 120  | 4        | 与党             |
| Apr 2019 | en:Aryeh_Deri       | 258,275 | 5.99  | 8 / 120  | 1        |                  |
| Sep 2019 | en:Aryeh_Deri       | 329,834 | 7.44  | 9 / 120  | 1        |                  |
| 2020     | en:Aryeh_Deri       | 352,842 | 7.69  | 9 / 120  | 増減なし | 与党             |
| 2021     | en:Aryeh_Deri       | 316,008 | 7.17  | 9 / 120  | 増減なし | 野党             |
| 2022     | en:Aryeh_Deri       | 392,644 | 8.24  | 11 / 120 | 2        | 与党             |